# Esmonts
Esmonts (toponimo francese) è una frazione di 183 abitanti del comune svizzero di Ursy, nel Canton Friburgo (distretto della Glâne).

## Storia

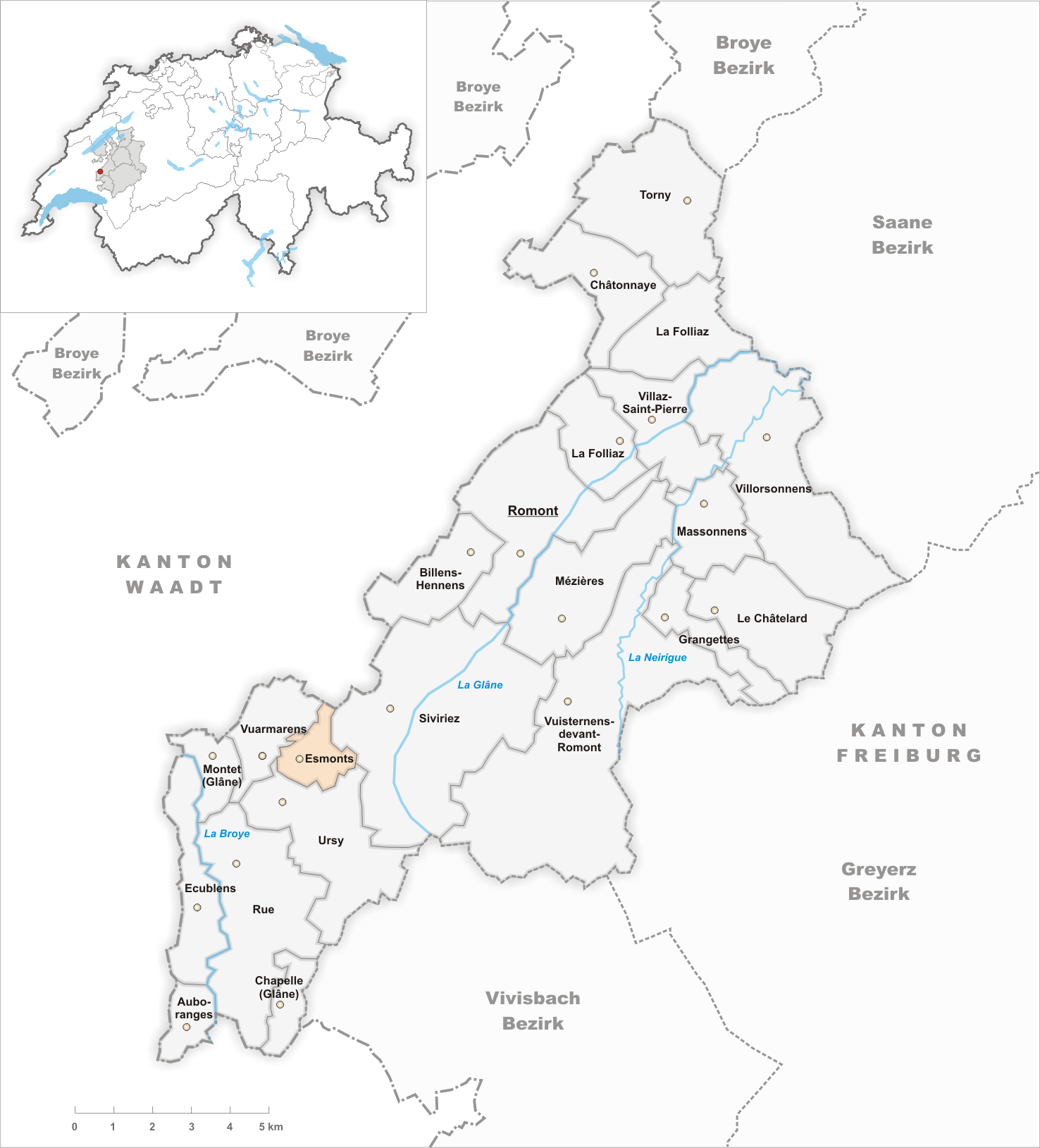
Il territorio del comune di Esmonts prima degli accorpamenti comunali del 2006

Già comune autonomo che si estendeva per 2,28 km², il 1º gennaio 2006 è stato accorpato a Vuarmarens, il quale a sua volta il 1º gennaio 2012 è stato accorpato a Ursy.

## Società

### Evoluzione demografica
L'evoluzione demografica è riportata nella seguente tabella:
Abitanti censiti

## Amministrazione
Ogni famiglia originaria del luogo fa parte del comune patriziale che ha la responsabilità della manutenzione di ogni bene comune.